# Acht Sauschneider müssen sein
Das Capriccio G-Dur Hob. XVII:1 mit dem Titel Acht Sauschneider müssen sein ist eine Komposition für Klavier von Joseph Haydn. Das Werk besteht aus Variationen und Wiederholungen, zum Teil durch kontrapunktische Mittel eines menuettartigen Themas.
Bei dem Capriccio G-Dur aus dem Jahre 1765 handelt es sich um die einzige Fantasie, die aus Haydns jungen Jahren erhalten ist. Das Capriccio ist keine freie Fantasie, bei der die Komposition von einem musikalischen Gedanken zum nächsten wandert, sondern es beschreibt durchgehend das zu Haydns Zeiten beliebte Volkslied „Acht Sauschneider müssen sein“. Das „Sauschneider-Capriccio“ gilt als Beispiel, wie das ländliche Leben Widerhall im Schaffen des Meisters gefunden hat, und es bestätigt den erdverbundenen Humor Haydns, der zeitlebens bodenständig geblieben ist.
Das Volkslied „Acht Sauschneider müssen sein“ war in Österreich in verschiedenen Versionen verbreitet. Es befasst sich mit der Frage, wie viele Männer (Sauschneider) zur Kastration eines Ebers gebraucht werden:
Acht Sauschneider müassn sein, müassn sein, wenns an Saubärn wulln schneidn.
Zwoa vorn und zwoa hintn,
zwoa holtn, uana bintn
und uana schneidt drein, schneidt drein,
iahna achti müassn sein.
Siebn Sauschneider müassn sein, müassn sein,
wenns an Saubärn wulln schneidn... und so weiter...

## Diskografie
- Christine Schornsheim,  Joseph Haydn – Die Klaviersonaten, Gesamtaufnahme auf historischen Instrumenten, Co-Produktion Digital Cappriccio und Westdeutscher Rundfunk Köln, 2005